# Dolichopus acutangulus
Dolichopus acutangulus är en tvåvingeart som beskrevs av Negrobov och Barkalov 1976. Dolichopus acutangulus ingår i släktet Dolichopus och familjen styltflugor. Inga underarter finns listade i Catalogue of Life.